# West Bromwich
West Bromwich is een plaats in het bestuurlijke gebied Sandwell, in het Engelse graafschap West Midlands. De plaats telt 136.940 inwoners.
West Bromwich ligt zo'n vijf kilometer ten noordwesten van het centrum van Birmingham en maakt deel uit van de Black Country. West Bromwich geniet vooral bekendheid via de plaatselijke voetbalclub, West Bromwich Albion, die uitkomt in de  Championship.

## Geboren
- Raymond Bernard Cattell (1905–1998), psycholoog
- Madeleine Carroll (1906-1987), actrice
- Gerry Ashmore (1936-2021), Formule 1-coureur
- Robert Plant (1948), singer songwriter, voormalig lid van rockband Led Zeppelin
- Phil Lynott (1949-1986), bassist en zanger van rockband Thin Lizzy
- Dean Smith (1971), voetbalcoach en voormalig voetballer
- Denise Lewis (1972), meerkampster
- Jamie Hughes (1986), darter